# Off the Grid
 (juillet 2022).
Si vous disposez d'ouvrages ou d'articles de référence ou si vous connaissez des sites web de qualité traitant du thème abordé ici, merci de compléter l'article en donnant les références utiles à sa vérifiabilité et en les liant à la section « Notes et références ».
Pour l’article homonyme, voir Off The Grid (jeu vidéo).
Albums de Abney Park
The End of Days
Off The Grid est le huitième album du groupe Abney Park. Un peu particulier[pas clair], il marque une parenthèse pour le groupe. C'est le premier à être entièrement acoustique, avec un réel batteur à la place d'une boîte à rythmes. Il s'agissait au départ d'un poisson d'avril : Robert Brown avait dit qu'il allait monter un groupe de country et faisait écouter la démo d'un morceau. Les fans ayant aimé, cet album est devenu une réalité.
Il contient une grande partie de reprises et quelques nouveaux morceaux.

## Titres
1. "Off the Grid"
2. "The Ballad of Ranch Hand Robbie"
3. "I've Been Wrong Before"
4. "Bad Things Coming"
5. "Evil Man"
6. "To the Apocalypse in Daddy's Sidecar"
7. "The Wrong Side"
8. "Stigmata Martyr"
9. "Aether Shanties"
10. "Increased Chances (The Apocalypse)"
11. "Space Cowboy"
12. "Neither One Lets Go"

## Membres
- Robert Brown - Chant, Bouzouki, Harmonica, Accordéon, Darbuka, Djembé
- Jody Ellen - Chant
- Kristina Erickson - Piano
- Daniel C. - Basse
- Josh Goering - Guitare
- Nathaniel Johnstone - Guitare, Banjo, Mandoline

Avec la participation de :
- Duston Cox - Batterie et autres percussions
- Carey Rayburn - Trompette
- Richard Lopez - Trombone